# Tvrđa
Tvrđa ist eine barocke Festungsanlage in Osijek und gleichzeitig die Altstadt von Osijek.

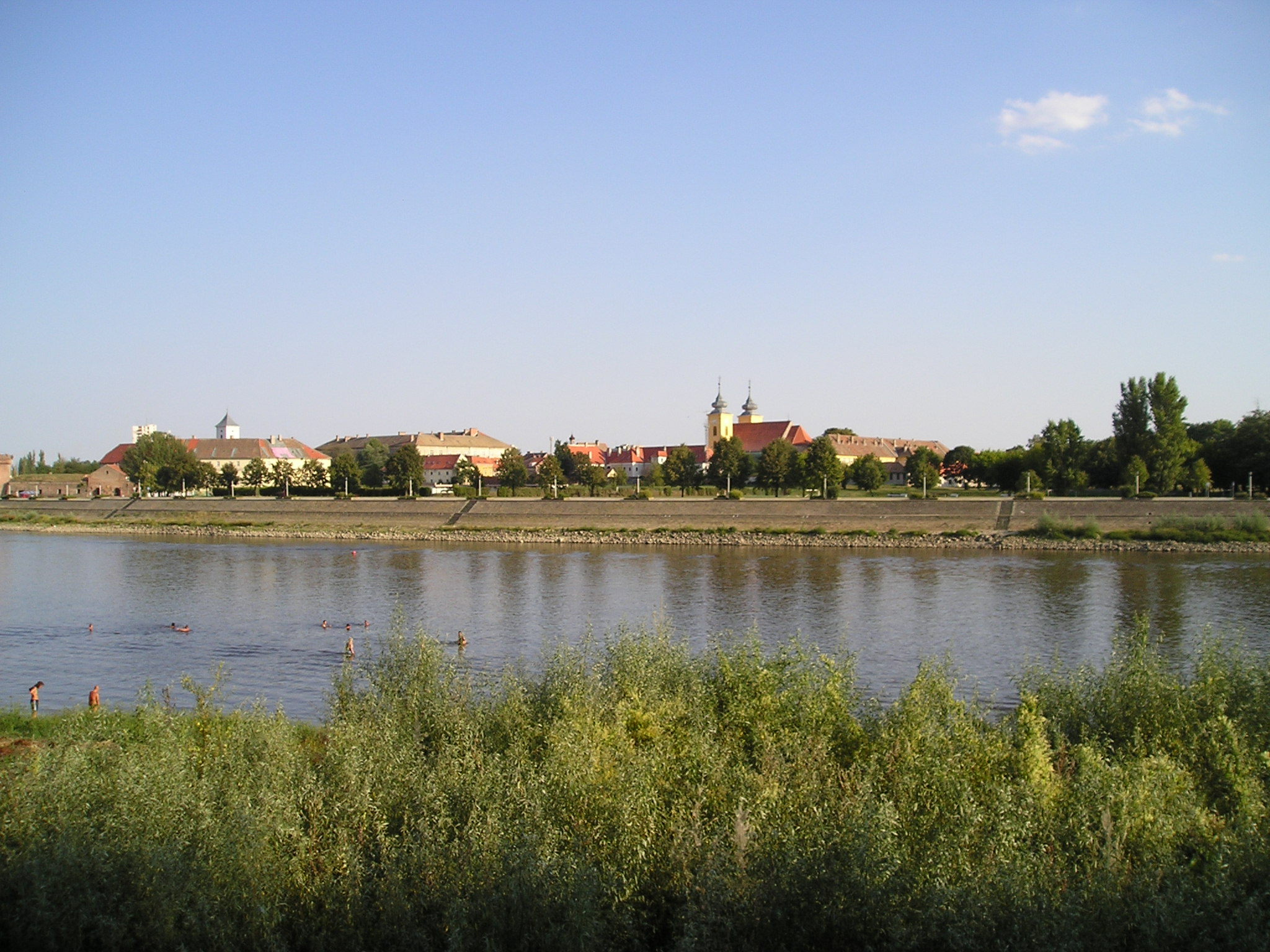
Tvrđa

## Geschichte
Osijek ist eine kleine Stadt im östlichen Teil von Kroatien, die heutzutage in die Oberstadt, Unterstadt und die Festung („Tvrđa“) aufgeteilt ist. Archäologische Funde datieren die Entstehung der Festungsstadt auf das achte Jahrhundert nach Christus.

### Die Festung im Mittelalter
Erst im Mittelalter entwickelte sich die Festung etwas westlicher von der römischen Mursa (der Unterstadt). In dieser Zeit waren Osijek und auch die Festung im Besitz verschiedener Familien. Am längsten herrschte die Familie Korog (1353–1472).

### Die Festung unter den Osmanen
Die Osmanen eroberten die Stadt am 14. August 1526 unter Makbul Ibrahim Pascha und zerstörten sie bis auf die Grundmauern. Sein Nachfolger Süleyman der Prächtige ließ sie wieder aufbauen, wobei die beiden Teile Festung und der Unterstadt entstanden. Osijek war in der osmanischen Zeit ein wichtiges Verkehrs- und Handelszentrum und blieb es 150 Jahre lang. Süleyman der Prächtige wurde aber vor allem wegen der auf seinen Befehl errichteten rund acht Kilometer langen Holzbrücke über die Drau und das umliegende Sumpfgebiet bis zu dem Ort Darda bekannt. Diese Brücke galt zu dieser Zeit als ein Weltwunder. Sie wurde von etwa 25.000 Menschen in nur zwei Wochen gebaut.

### Die Festung in der Zeit Österreich-Ungarns

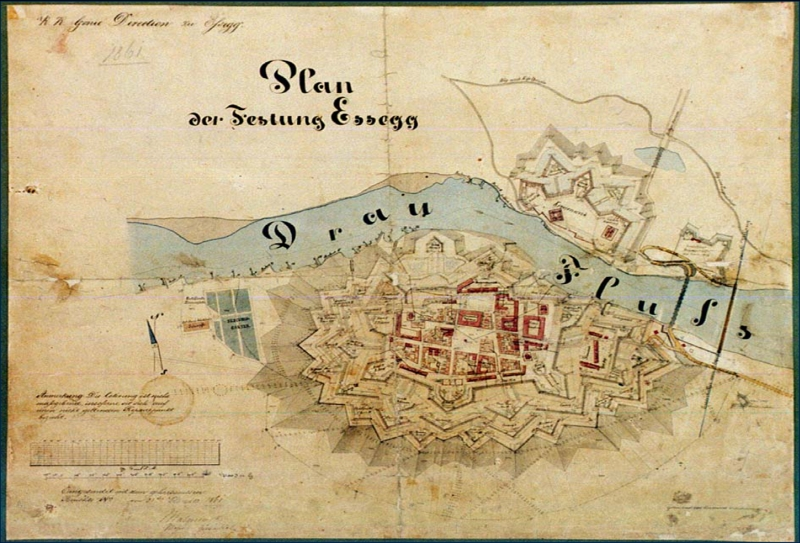
Plan der Festung 1861

Nachdem Stadt und Festung 1687 durch die Österreich-Ungarische Monarchie im Großen Türkenkrieg von den Osmanen zurückerobert wurde, begann ein erneuter Ausbau der Festung, da bei einem zweiten Angriff der Türken große Schäden an der Bausubstanz verursacht worden waren.
Die Arbeiten erfolgten unter Aufsicht des Osijeker Festungskommandanten General Johannes Stephan von Beckers. Die Anlage wurde nach dem niederländischen Tieflandmodell (Niederländische Manier) im Wesentlichen 1712–1722 vom österreich-ungarischen Militär ausgebaut und bis 1760 fertiggestellt. Sie bildete eine Kombination aus Festung und bürgerlicher Ansiedlung mit überwiegend barocken Gebäuden. Das notwendige Straßennetz erhielt Namen nach Militärobjekten (Kasernenstraße und Proviantstraße) und nach Gewerben (Glaserstraße und Gewerbestraße). Am Aussehen der Festung änderte sich danach grundsätzlich nichts mehr. Von der türkischen Bausubstanz war nur ein kleiner Teil geblieben. Damals entstanden die drei Teile der [Stadt Osijek] als geteilte Stadtgemeinden.
Im Jahr 1786 schlossen sich die drei bis dahin unabhängigen Stadtgemeinden zur Stadt Osijek zusammen. Als Verbindung der relativ weit auseinander liegenden Stadtteile wurde eine Pferdestraßenbahn eingerichtet, die die erste südlich von Wien und Budapest war. Die Festung verlor im 18. und 19. Jahrhundert fast vollständig ihre militärische Bedeutung, außerdem störten ihre Mauern die Verkehrsverbindung zu anderen Stadtteilen.
In den Jahrhunderten seiner Entwicklung wurde der Ort Heimat für viele Ethnien, neben den ursprünglichen Kroaten hatten sich Deutsche, Österreicher, Ungarn und andere angesiedelt. Kroatisch war die Umgangssprache, Lateinisch und Deutsch jedoch die Amtssprachen.

### Festungsstadt ab dem 20. Jahrhundert
Ein Teil der Festungswälle wurde 1923–1926 niedergelegt. Im Laufe des 300-jährigen Bestehens wurden die Straßennamen häufig geändert, seit dem Ende des 20. Jahrhunderts tragen sie Namen bekannter kroatischer Wissenschaftler, Historiker und anderer kulturell bedeutender Personen.
Heutzutage wird die Festung auch Altstadt genannt. Neben dem Marktplatz stehen die Musikschule «Franjo Kuhač», die Pfarrkirche Hl. Mihovil, die Post, das II. Gymnasium Osijek, das Realgymnasium, eine Zeichenschule, das Staatsarchiv Osijek, Franziskanerkloster (seit 1938), das Wassertor (darin befindet sich eine Gedenktafel an Baron Stephan von Beckers, den Architekten der Festung), ehemaliges Arsenal usw.

## Bauwerke, Straßen und Plätze

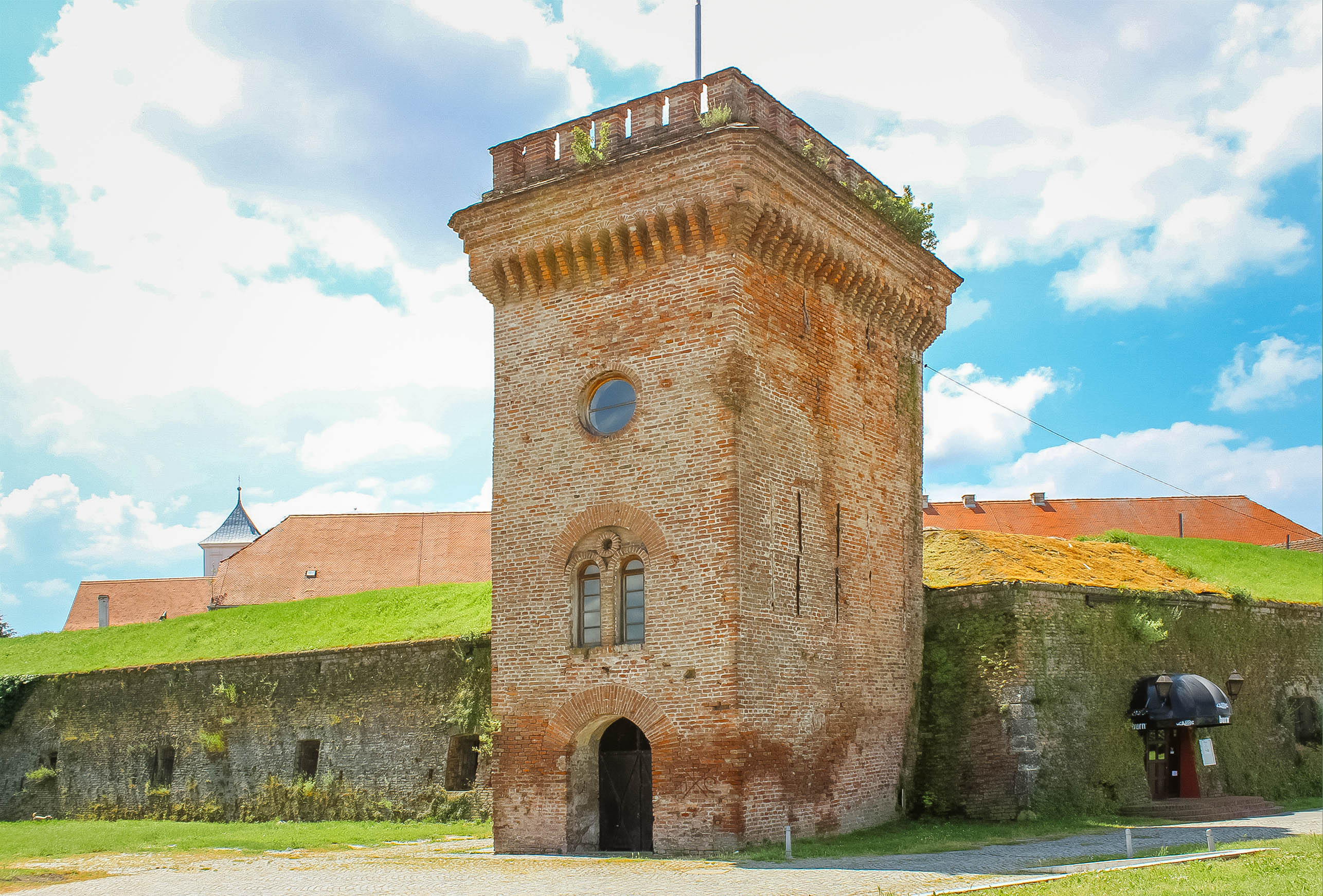
Bastion mit der Festungsmauer

### Statue und Platz der Heiligen Dreifaltigkeit
Die bedeutendste Sehenswürdigkeit ist die Statue der Heiligen Dreifaltigkeit, die seit dem 18. Jh. auf dem gleichnamigen Marktplatz steht. Sie wurde 1729 nach Abklingen der Pestseuche, die eine nicht unbeträchtliche Anzahl an Menschenleben gekostet hatte, im Auftrag der Witwe des Generals Petraša in Einlösung eines Gelübdes errichtet. Der General gehörte auch zu den Seuchenopfern. Das Ensemble aus der Statue der Heiligen Dreifaltigkeit, umgeben von den Statuen des St. Rochus; St. Sebastian; St. Rosalia und St. Katarina sollte die Stadt vor weiteren Epidemien schützen. Die Skulpturengruppe bildet gleichzeitig eine Brunnenanlage.
Der Platz der Hl. Dreifaltigkeit wurde Anfang des 18. Jahrhunderts angelegt und nach der dortigen Säulengruppe benannt. Die älteste Bezeichnung dieses Markts war „Weinmarkt“, weil jeden Mittwoch und Samstag dort Wein aus Baranja verkauft wurde. Im Laufe der Geschichte hatte er viele Namen, wie zum Beispiel „Hauptplatz“, „Franz-Joseph-Platz“, „Karađorđev-Platz“ und „Partisanenplatz“.
Am Marktplatz befinden sich ehemalige Militärgebäude (Hauptwache und das Militärkommando mit dem ältesten Theater in osijek einem deutschsprachigen Theater). Die Gebäude sind erhalten und im 21. Jahrhundert zu großen Teilen renoviert. Sie werden von Verwaltungen, dem Slawonien-Museum und Einrichtungen der Universität Osijek genutzt. Des Weiteren gibt es am Platz das historische Rathaus und ein Schulgebäude (Internat und klassisches Gymnasium).

### Das Straßennetz
Die Proviantstraße (heute Teil der Ruđer-Bošković-Straße) verband den Platz mit der Altstadt-Promenade (Vatroslav-Lisinski-Platz), die Entenstraße (Josip-Bosendorfer-Straße) bildete eine Verbindung zum Kirchenplatz (Juraj-Križanić-Platz). Vom Hauptplatz führt Richtung Süden die Ingenieurstraße weg, die ihren Namen nach einem sich dort befindlichen Ingenieurbüro erhielt. Ferner gibt es die Poststraße (wo das älteste Postamt der Stadt stand) sowie die Glaserstraße (mit dem Gebäude des Gewerbevereins). Im südlichen Teil von der Festung existierte Anfang des 18. Jahrhunderts die Straße Zu den drei Hufeisen, die nach dem gleichnamigen Gasthaus benannt war. Das Gasthaus war als Sitz der Freimaurer Osijeks bekannt. Drei Baracken nahmen den Südteil der Straße ein, während sich die Wohnhäuser entlang dem Nordteil erstreckten. Das Merkmal dieser Straße waren sieben Tavernen, von denen «Der blaue Karpfen» das Lieblingsgasthaus des Herrschers Josefs II. zur Zeit seines Osijekbesuchs war. Als die zwei wichtigsten Straßen der Festung galten die Kohlhofferstraße (heutige Franziskanerstraße), die wie bei römischen Festungen die Objekte der Festung mit dem Militärlager verband, sowie die Hauptstraße (Franje-Kuhača-Straße), die den Ost- und Westteil der Festungsstadt verbindet. Hier entlang standen sowohl Militärobjekte als auch Bürgerhäuser im Mixstil aus Barock und Historismus. Besonders bemerkenswert war das Haus des Musikers Franjo Kuhač wegen seiner kulturgeschichtlichen Merkmale. Im Jahre 1874 wurde zusammen mit dem Waisenhaus ein Krankenhaus in der Unteren Stadt gegründet. Im Nordteil der Festung befanden sich das Franziskanerkloster und die Hl.-Kreuz-Kirche, die in der ersten Hälfte des 18. Jahrhunderts ausgebaut wurde. Das Kloster wurde später zum Hauptsitz der ersten Universität von Osijek und Ostslawonien. Die angrenzende Straße erhielt deshalb den Namen Fakultätstraße.